# Ammothella rotundata
Ammothella rotundata är en havsspindelart som beskrevs av Child, C.A. 1988. Ammothella rotundata ingår i släktet Ammothella och familjen Ammotheidae. Inga underarter finns listade i Catalogue of Life.